# Discografia di Fred De Palma
La discografia di Fred De Palma, cantautore e rapper italiano, è costituita da sei album in studio, un mixtape, trenta singoli e ventinove video musicali (inclusi quelli come artista ospite), pubblicati dal 2012.

## Album in studio
| Anno                                                         | Titolo | Classifiche | Certificazioni |
| Anno                                                         | Titolo | ITA         | Certificazioni |
| ------------------------------------------------------------ | --- | ----------- | -------------- |
| 2012                                                         | F.D.P. - Pubblicato: 17 ottobre 2012 - Etichetta: The Saifam Group Srl, Trumen - Formati: CD, download digitale | —           |                |
| 2014                                                         | Lettera al successo - Pubblicato: 10 giugno 2014 - Etichetta: Roccia Music - Formati: CD, download digitale     | 35          |                |
| 2015                                                         | BoyFred - Pubblicato: 2 ottobre 2015 - Etichetta: Warner Italy - Formati: CD, download digitale, streaming      | 6           |                |
| 2017                                                         | Hanglover - Pubblicato: 15 settembre 2017 - Etichetta: Warner Italy - Formati: CD, download digitale, streaming | 5           |                |
| 2019                                                         | Uebe - Pubblicato: 13 settembre 2019 - Etichetta: Warner Italy - Formati: CD, download digitale, streaming      | 2           | - ITA: Platino |
| 2021                                                         | Unico - Pubblicato: 2 luglio 2021 - Etichetta: Warner Italy - Formati: CD, download digitale, streaming         | 4           | - ITA: Platino |
| "—" indica una pubblicazione non classificata in quel paese. | |             |                |

## Mixtape
| Anno | Titolo | Classifiche | Certificazioni |
| Anno | Titolo | ITA         | Certificazioni |
| ---- | --- | ----------- | -------------- |
| 2022 | PLC Tape 1 - Pubblicato: 22 aprile 2022 - Etichetta: Warner Italy - Formati: CD, download digitale, streaming | 19          | - ITA: Oro     |

## Singoli

### Come artista principale
| Anno                                                         | Titolo                                         | Classifiche | Classifiche | Classifiche | Certificazioni                              | Album di provenienza |
| Anno                                                         | Titolo                                         | ITA         | SPA         | SWI         | Certificazioni                              | Album di provenienza |
| ------------------------------------------------------------ | ---------------------------------------------- | ----------- | ----------- | ----------- | ------------------------------------------- | -------------------- |
| 2015                                                         | Serenata trap                                  | —           | —           | —           |                                             | BoyFred              |
| 2015                                                         | Stanza 365                                     | —           | —           | —           | - ITA: Oro                                  | BoyFred              |
| 2016                                                         | Canterai                                       | —           | —           | —           |                                             | BoyFred              |
| 2016                                                         | Il cielo guarda te                             | 36          | —           | —           | - ITA: Platino (2)                          | Hanglover            |
| 2017                                                         | Adiós                                          | —           | —           | —           | - ITA: Oro                                  | Hanglover            |
| 2017                                                         | Ora che                                        | —           | —           | —           |                                             | Hanglover            |
| 2018                                                         | D'estate non vale (feat. Ana Mena)             | 6           | —           | —           | - ITA: Platino (3)                          | Uebe                 |
| 2018                                                         | Sincera                                        | 70          | —           | —           | - ITA: Oro                                  | Uebe                 |
| 2019                                                         | Dio benedica il reggaeton (feat. Baby K)       | 76          | —           | —           |                                             | Uebe                 |
| 2019                                                         | Una volta ancora/Se iluminaba (feat. Ana Mena) | 1           | 6           | 61          | - ITA: Platino (7) - SPA: Oro + Platino (5) | Uebe                 |
| 2019                                                         | Il tuo profumo (con Sofía Reyes)               | 35          | —           | —           | - ITA: Platino                              | Uebe                 |
| 2020                                                         | Paloma (feat. Anitta)                          | 4           | —           | —           | - ITA: Platino (3)                          | Unico                |
| 2021                                                         | Ti raggiungerò                                 | 6           | —           | —           | - ITA: Platino (3)                          | Unico                |
| 2021                                                         | Un altro ballo (feat. Anitta)                  | 10          | —           | —           | - ITA: Platino (2)                          | Unico                |
| 2022                                                         | Romance (feat. Justin Quiles)                  | 36          | —           | —           | - ITA: Platino                              | /                    |
| 2022                                                         | Extasi                                         | 2           | —           | —           | - ITA: Platino (4)                          | /                    |
| 2023                                                         | Adrenalina                                     | —           | —           | —           |                                             | /                    |
| 2023                                                         | Melodia criminal (con Ana Mena)                | 48          | —           | —           | - ITA: Oro                                  | /                    |
| 2024                                                         | Il cielo non ci vuole                          | 27          | —           | —           | - ITA: Oro                                  | /                    |
| 2024                                                         | Notte cattiva (feat. Guè)                      | 48          | —           | —           |                                             | /                    |
| 2024                                                         | Passione                                       | 37          | —           | —           | - ITA: Oro                                  | /                    |
| 2024                                                         | Mmh (feat. Rose Villain)                       | 34          | —           | —           |                                             | /                    |
| 2025                                                         | Sexy rave (feat. Baby Gang)                    | 19          | —           | —           |                                             | /                    |
| 2025                                                         | Barrio lambada                                 | 36          | —           | —           |                                             | /                    |
| 2025                                                         | Gli occhi su di noi                            | —           | —           | —           |                                             | /                    |
| "—" indica una pubblicazione non classificata in quel paese. |                                                |             |             |             |                                             |                      |

### Come artista ospite
| Anno                                                         | Titolo                                                          | Classifiche | Album di provenienza  |
| Anno                                                         | Titolo                                                          | ITA         | Album di provenienza  |
| ------------------------------------------------------------ | --------------------------------------------------------------- | ----------- | --------------------- |
| 2015                                                         | Se i rapper fossero noi (Shade feat. Fred De Palma)             | —           | Clownstrofobia        |
| 2019                                                         | Mai (Giaime feat. Lele Blade e Fred De Palma)                   | 71          | /                     |
| 2020                                                         | Como llora (Italian Remix) (Juanfran feat. Fred De Palma)       | —           | /                     |
| 2020                                                         | Obsesionada (Boro feat. Fred De Palma)                          | —           | /                     |
| 2022                                                         | El amor (Boro feat. VillaBanks e Fred De Palma)                 | —           | /                     |
| 2022                                                         | Doppio nodo (Federica Abbate feat. Fred De Palma ed Emis Killa) | —           | Canzoni per gli altri |
| "—" indica una pubblicazione non classificata in quel paese. |                                                                 |             |                       |

## Video musicali
| Anno | Titolo                        | Regista/i                       |
| ---- | ----------------------------- | ------------------------------- |
| 2015 | Serenata trap                 | Mauro Russo                     |
| 2015 | Stanza 365                    | Mauro Russo                     |
| 2015 | Se i rapper fossero noi       | Andrea Dipaxrkh                 |
| 2016 | Canterai                      | Mauro Russo                     |
| 2016 | Il cielo guarda te            | Alessandro Treves               |
| 2017 | Adiós                         | Marc Lucas e Igor Grbesic       |
| 2017 | Ora che                       | Maxime Alexandre                |
| 2018 | D'estate non vale             | Mauro Russo                     |
| 2018 | Sincera                       | Davide Vicari                   |
| 2019 | Dio benedica il reggaeton     | Mauro Russo                     |
| 2019 | Una volta ancora/Se iluminaba | Mauro Russo                     |
| 2019 | Il tuo profumo                | Gianluigi Carella               |
| 2019 | Mai                           | —                               |
| 2020 | Paloma                        | Mauro Russo                     |
| 2020 | Obsesionada                   | —                               |
| 2021 | Ti raggiungerò                | The Astronauts                  |
| 2021 | Un altro ballo                | Mauro Russo                     |
| 2022 | Romance                       | Carlos Spinelly e Víctor Rangel |
| 2022 | El amor                       | Antonio Ademasi                 |
| 2022 | Extasi                        | Marc Lucas                      |
| 2023 | Adrenalina                    | Marc Lucas                      |
| 2023 | Melodia criminal              | Marc Lucas                      |
| 2024 | Il cielo non ci vuole         | Marc Lucas                      |
| 2024 | Notte cattiva                 | Marc Lucas                      |
| 2024 | Passione                      | Stefano Del Missier             |
| 2024 | Mmh                           | Marc Lucas                      |
| 2025 | Sexy rave                     | Mattia Di Tella e Russeavx      |
| 2025 | Barrio lambada                | Marc Lucas                      |
| 2025 | Gli occhi su di noi           | Marc Lucas                      |